# Vargula
Vargula is een geslacht van kreeftachtigen uit de klasse van de Ostracoda (mosselkreeftjes).

## Soorten
- Vargula americana Brunner von Wattenwyl, 1891
- Vargula antarctica (Mueller, 1908) Poulsen, 1962
- Vargula arx Kornicker, 1992
- Vargula ascensus Kornicker, 1979
- Vargula biarticulata Chavtur, 1983
- Vargula contragula Cohen & Morin, 1986
- Vargula danae (Brady, 1880) Kornicker, 1975
- Vargula dentata Kornicker, 1975
- Vargula exuma Kornicker & Iliffe, 2000
- Vargula fugax Kornicker, 1994
- Vargula graminicola Cohen & Morin, 1986
- Vargula grex Kornicker in Kornicker & Thomassin, 1998
- Vargula hamata Kornicker, 1975
- Vargula hex Kornicker, 1994
- Vargula hilgendorfii (Mueller, 1890) Poulsen, 1962
- Vargula ignitula Cohen & Morin, 1989
- Vargula karamu Parker, 1998
- Vargula kuna Morin & Cohen, 1988
- Vargula lucidella Cohen & Morin, 1989
- Vargula lusca Kornicker, 1975
- Vargula magna Kornicker, 1984
- Vargula matrix Kornicker, 1994
- Vargula mediterranea (Costa, 1845)
- Vargula micamacula Cohen & Morin, 1989
- Vargula mizonomma Morin & Cohen, 1988
- Vargula noropsela Cohen & Morin, 1989
- Vargula norvegica (Baird, 1860) Poulsen, 1962
- Vargula plicata Poulsen, 1962
- Vargula psammobia Cohen & Morin, 1989
- Vargula psydrax Kornicker, 1994
- Vargula puppis Poulsen, 1962
- Vargula rapax Kornicker, 1994
- Vargula sagax Kornicker, 1992
- Vargula scintilla Cohen & Morin, 1989
- Vargula shulmanae Cohen & Morin, 1986
- Vargula spinosa Poulsen, 1962
- Vargula spinulosa Poulsen, 1962
- Vargula stathme Kornicker, 1975
- Vargula stranx Kornicker, 1994
- Vargula subantarctica Kornicker, 1975
- Vargula sutura Kornicker, 1975
- Vargula trifax Kornicker, 1994
- Vargula tsujii Kornicker & Baker, 1977
- Vargula tubulata Poulsen, 1962
- Vargula vertex Kornicker, 1994
- Vargula vix Kornicker, 1994